# Municipio de North Strabane
El municipio de North Strabane (en inglés: North Strabane Township) es un municipio ubicado en el condado de Washington en el estado estadounidense de Pensilvania. En el año 2000 tenía una población de 10,057 habitantes y una densidad poblacional de 142 personas por km².

## Geografía
El municipio de North Strabane se encuentra ubicado en las coordenadas 40°15′03″N 80°06′59″O / 40.25083, -80.11639.

## Demografía
Según la Oficina del Censo en 2000 los ingresos medios por hogar en la localidad eran de $50,754 y los ingresos medios por familia eran $60,141. Los hombres tenían unos ingresos medios de $41,879 frente a los $28,291 para las mujeres. La renta per cápita para la localidad era de $23,457. Alrededor del 4,0% de la población estaban por debajo del umbral de pobreza.